# On ne s'avise jamais de tout
On ne s'avise jamais de tout est un opéra-comique en un acte de Michel-Jean Sedaine, musique de Pierre-Alexandre Monsigny, représenté pour la première fois à la Foire Saint-Laurent le 14 septembre 1761.